# Zedernussöl

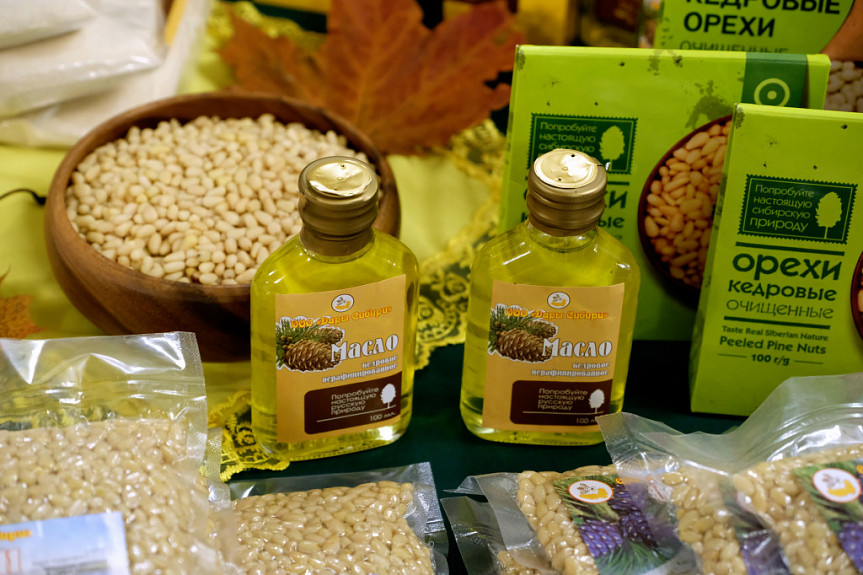
Geschälte Zedernnüsse und Zedernussöl in Burjatien, Russland

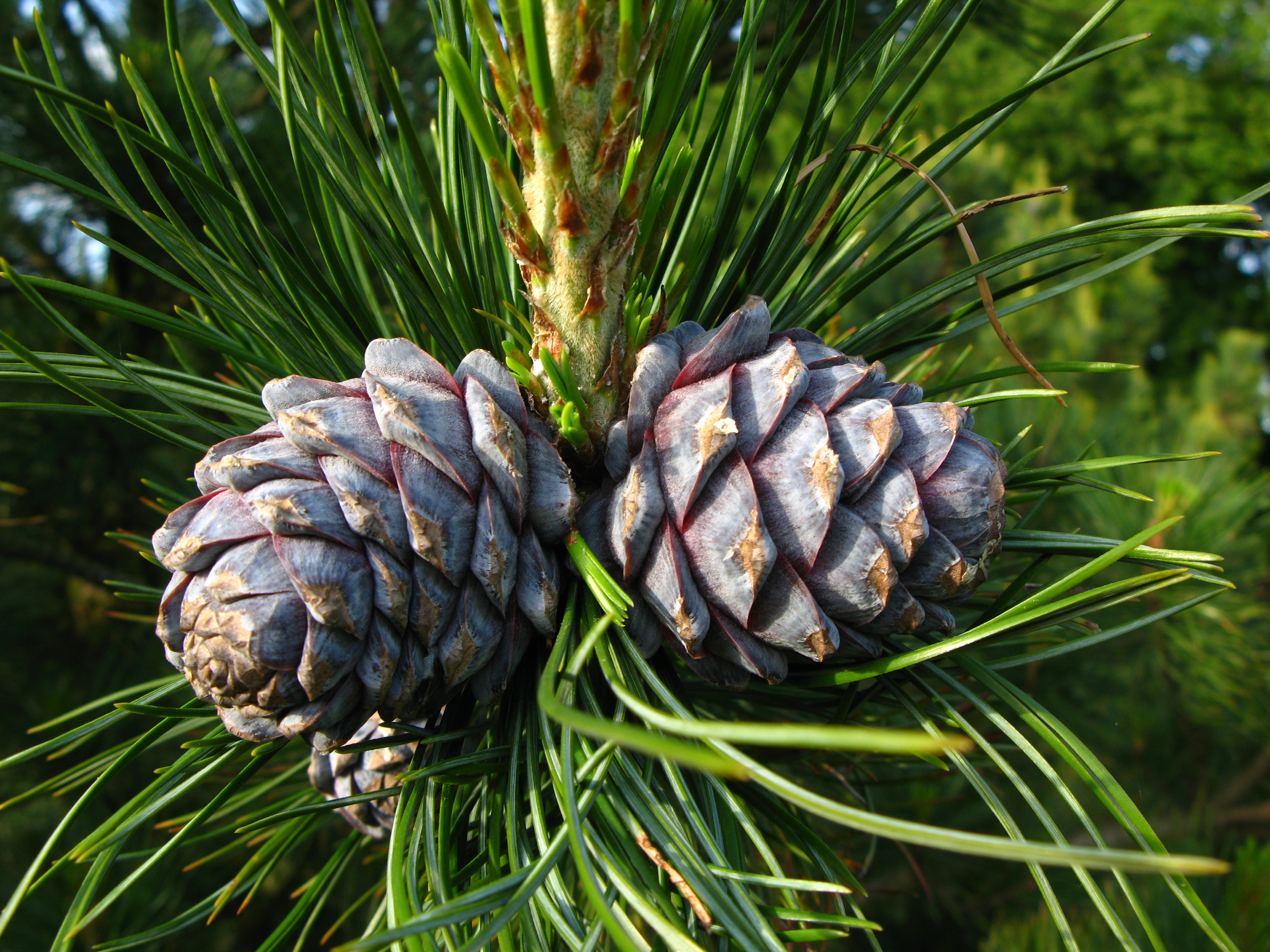
Zapfen der Sibirischen Zirbelkiefer

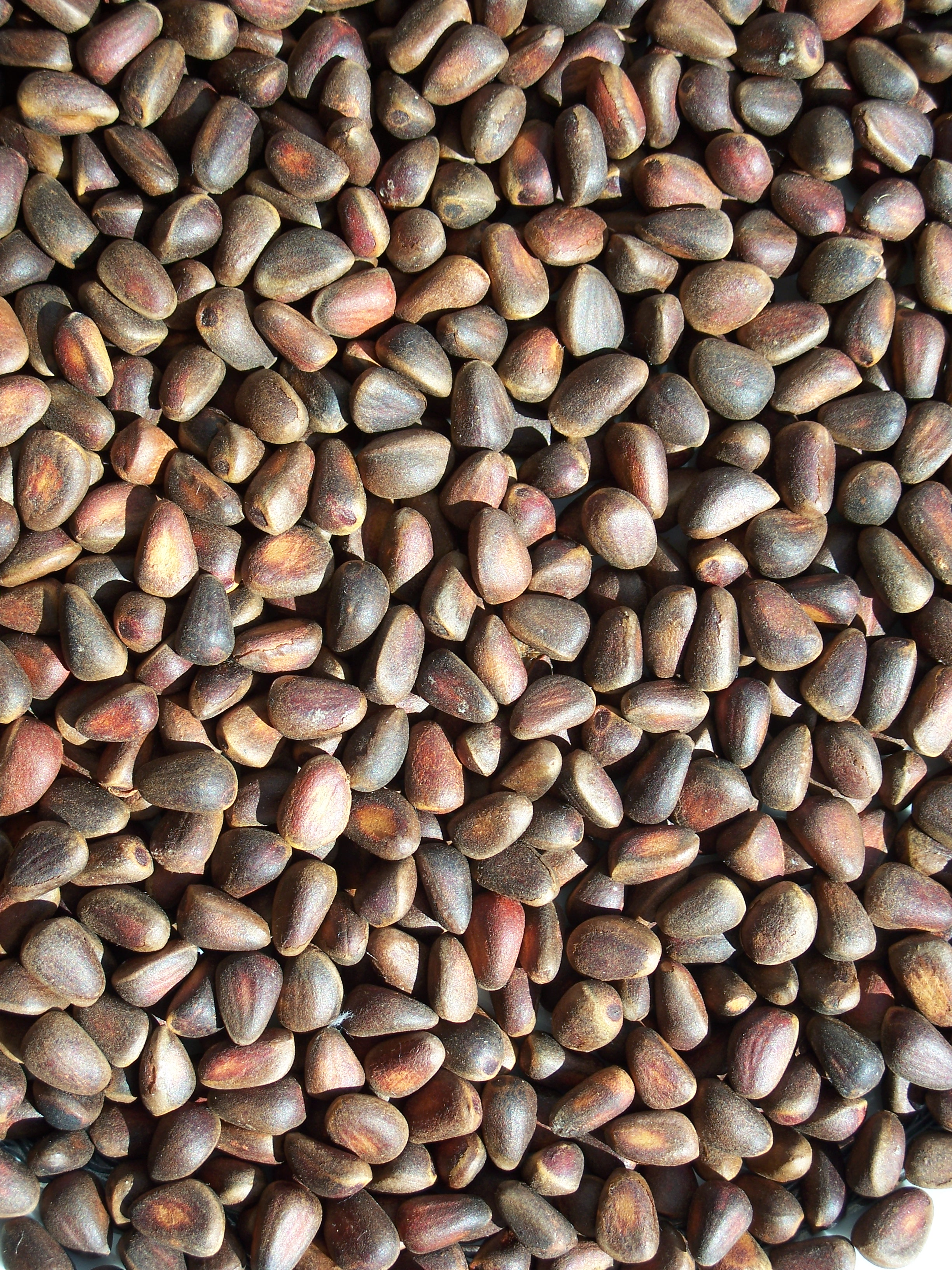
Samen der Sibirischen Zirbelkiefer

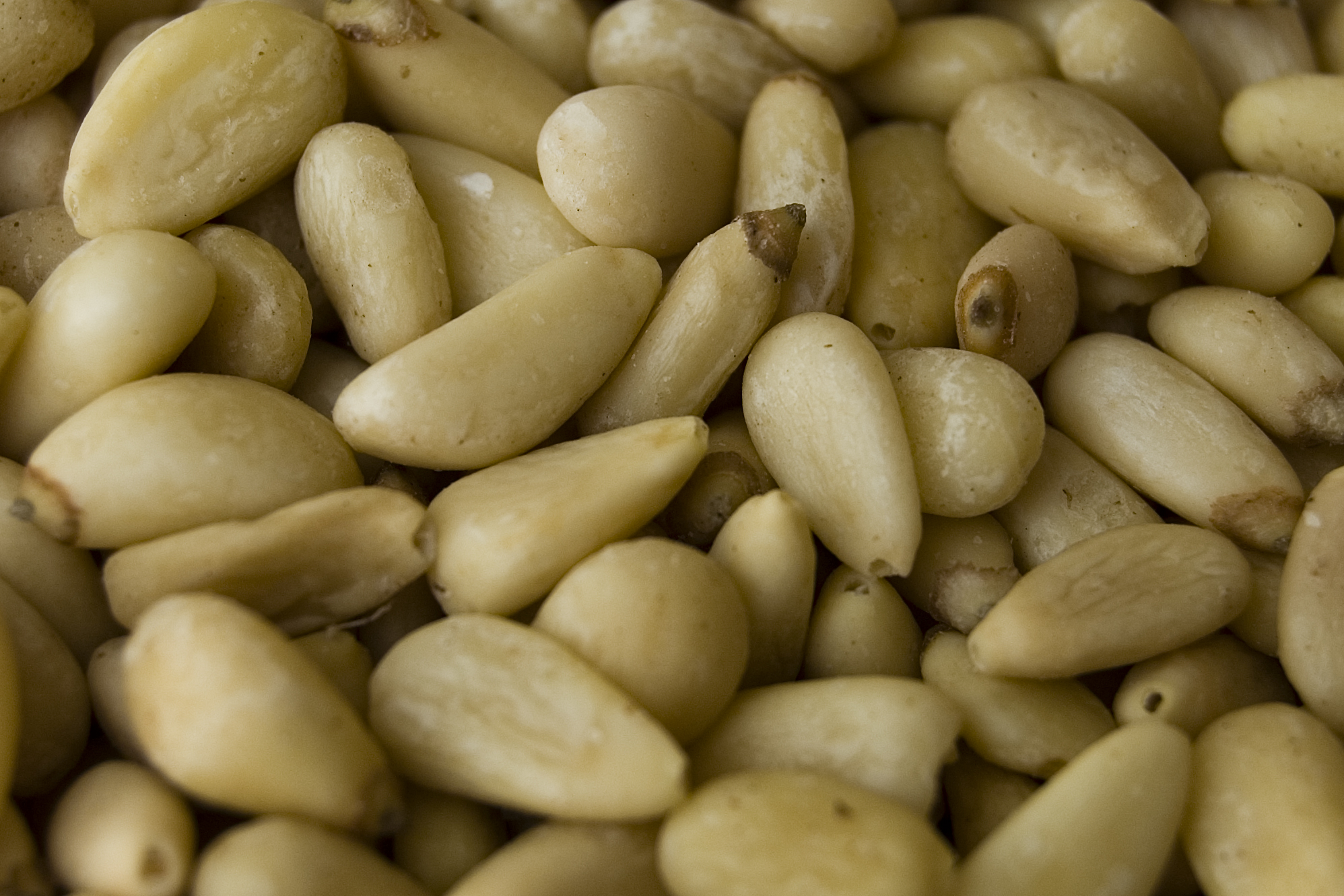
Samenkerne (Pinienkerne) der Korea-Kiefer (Pinus koraiensis)

Allgemeine chemische Struktur von Pflanzenölen – wie Zedernussöl – (R^{1}, R^{2} und R^{3} sind Alkyl- oder Alkenylreste mit einer meist ungeraden Anzahl von Kohlenstoffatomen): Triester des Glycerins.

Zirbelnussöl, auch Zedernussöl, Zedernnussöl oder Cedernussöl genannt, ist ein Pflanzenöl, das aus den Samen (Zirbelnüsse genannt) der Sibirischen Zirbelkiefer (Pinus sibirica) oder ähnlicher Arten der Gattung Kiefern (Pinus) wie der Korea-Kiefer (Pinus koraiensis) und der Zwerg-Kiefer (Pinus pumila) gewonnen wird.
Zedernussöl – eine dem russischen Sprachgebrauch angelehnte Bezeichnung – ist nicht mit Zedernöl zu verwechseln, dem aus dem Holz von Zedern (Gattung Cedrus) gewonnenen ätherischen Öl. Unterschieden wird daneben das Pinienkernöl (Kiefern-, Fichten- oder Tannensamenöl), das von anderen Pinus-Arten wie Pinus pinea, Pinus sylvestris, Pinus pinaster, Pinus picea oder Picea abies stammt.

## Verwendung
Der Geschmack des Zedernussöls ist angenehm nussartig, die Farbe hellgelb bis gold- oder bernsteinfarben. Wegen des relativ niedrigen Rauchpunkts eignet es sich weniger als Bratfett, sondern wird zum „Abrunden“ des Geschmacks von Speisen verwendet.
Vor der Oktoberrevolution 1917 wurde das Öl in Russland vor allem während der Fastenzeit zum Kochen verwendet, weil dann tierische Fette verboten waren. Damals beruhten etwa 10 Prozent der russischen Deviseneinnahmen auf dem Export von „Nussöl“, vor allem nach Frankreich. Brot soll länger frisch bleiben, wenn dem Teig etwas Zedernussöl zugegeben wurde.
Zedernussöl soll eine appetitsenkende Wirkung haben.
Bei Untersuchungen hat man unter anderem eine cholesterinsenkende Wirkung sowie einen positiven Einfluss auf erhöhte Blutzuckerwerte gefunden. Zedernussöl soll bei Entzündungen der Magenschleimhaut infolge einer Gastritis zu einem Rückgang oder gar zum Verschwinden der Beschwerden führen.
Es wird auch in der Kosmetik und als Massageöl verwendet.
Für technische Verwendungen, etwa als Bindemittel für Ölfarben, eignet sich Zedernussöl nicht.

## Zusammensetzung
Bei einer Untersuchung der Zusammensetzung von Zedernussöl fand man einen sehr hohen Gehalt an Triestern (Triglyceride) des Glycerins mit ungesättigten Fettsäurenresten sowie – speziell in Kiefernsamen; bis- oder polymethylen-unterbrochene Isolensäuren (NMI oder PMI) – Pinolen-, Dihomopinolen-, Taxolen- und Sciadonsäureresten in teils höherer Konzentration.
| Fettsäure gebunden als Triglycerid  | Prozent-Anteil |
| ----------------------------------- | -------------- |
| Linolsäure                          | 44–51,0 %      |
| Ölsäure                             | 22–28 %        |
| Pinolensäure                        | 11,5–19 %      |
| Palmitinsäure                       | 4–7,5 %        |
| Stearinsäure                        | 2–3 %          |
| Gondosäure                          | <2 %           |
| Arachinsäure                        | 0,5 %          |
| Vaccensäure                         | <1 %           |
| Taxolensäure                        | <2,5 %         |
| Sciadonsäure                        | <0,8 %         |
| Dihomopinolensäure                  | <0,8 %         |
| weitere Eicosadiensäure, Gorlisäure | <1,0 %         |

Die Dichte beträgt 0,930 g/l (bei 15 °C), der Schmelzpunkt liegt bei −20 °C, die Iodzahl liegt bei 150–160, die Verseifungszahl bei 190–192.
Das Öl wird durch Kaltpressung aus den Kernen (Pinienkernen) der geschälten Samen (Nüsschen) gewonnen, um die Ölausbeute zu steigern wurden Versuche mittels Lösemittelextraktion (Hexan, Ethanol) unternommen. Die Samen enthalten ca. 15 %, die Kerne ca. 50 %, im Mittel ca. 30–35 % halb-trocknendes, fettes Öl.